# Anisodes hieroglyphica
Anisodes hieroglyphica là một loài bướm đêm trong họ Geometridae.